# YouTube Vanced
YouTube Vanced, también conocido como YT Vanced, o simplemente Vanced era una aplicación modificada (hoy en día descontinuada) con base en YouTube. Cuenta con un bloqueador de anuncios incorporado y también las características de la aplicación incluían un bloqueador de patrocinadores, reproducción de fondo, imagen en imagen (PiP) gratuita, un tema negro AMOLED, control deslizante para brillo y volumen, y la capacidad de restaurar los recuentos de no me gusta en los videos de YouTube.  Adicionalmente, ofrecía YouTube Music Vanced, una aplicación modificada a partir de YouTube Music, que se podía descargar desde Vanced Manager.

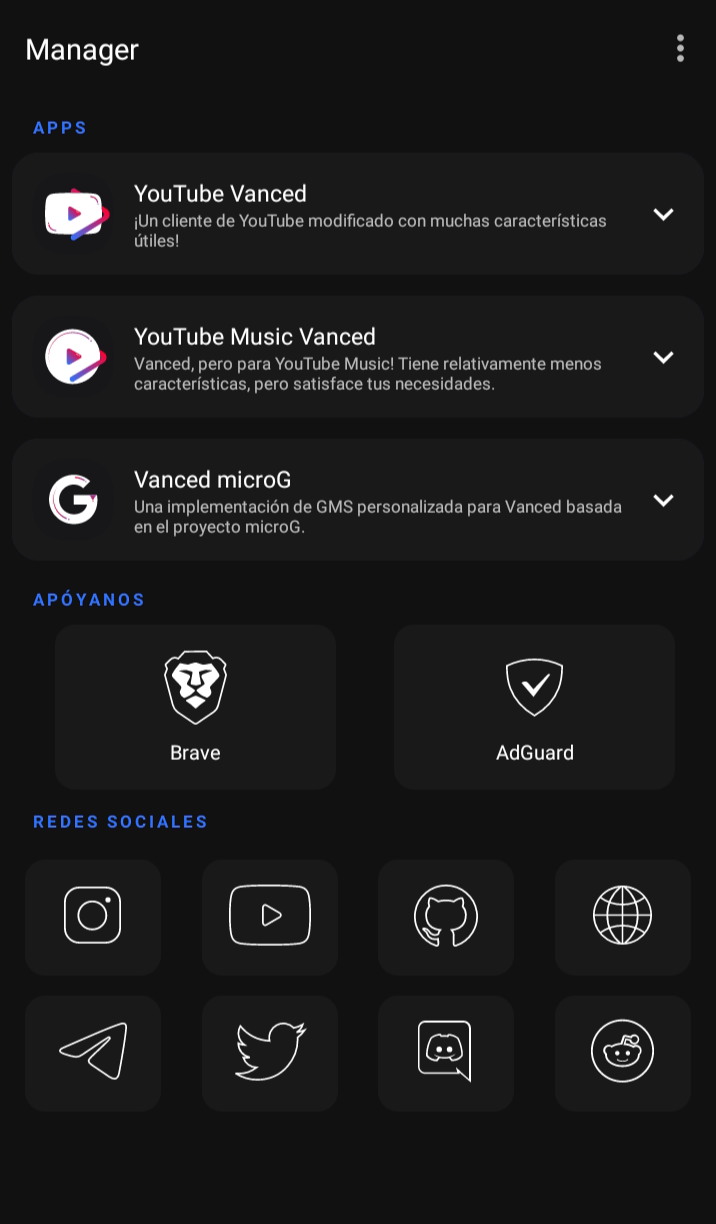
Captura de pantalla de la app de Vanced Manager.

El 13 de marzo de 2022, los desarrolladores de YouTube Vanced anunciaron que la aplicación se cerraría después de recibir una carta de cese y desistimiento de Google. Google también ha obligado a los desarrolladores a dejar de desarrollar y distribuir la aplicación, rogando también cambiar el ícono y nombres del proyecto, ya que contenían en logo de YouTube y su nombre. Aunque la aplicación por unos meses, seguía funcionando para los usuarios que ya la habían instalado, como ya no se desarrollaban nuevas actualizaciones hizo que el fin de YouTube Vanced fuera inevitable.

## Funcionamiento
La aplicación funcionaba gracias a varios servicios originalmente desarrollados por Google, pero modificados por el equipo de Vanced. Para la emulación de cuentas de Google en el propio dispositivo, y evitar usar el servicio original de Google, crearon una aplicación independiente a YouTube Vanced llamada "Vanced MicroG". Con esta aplicación se conseguía utilizar las cuentas de Google de manera local en el dispositivo para evitar errores dentro de YouTube Vanced por el uso de alguna aplicación modificada o pirateada.

## Complementos
YouTube Vanced, aparte de todas las características anteriormente mencionadas, integraba complementos y funciones desarrolladas por otras personas ajenas al proyecto que, al igual que el equipo de Vanced, habían desarrollado otras funciones para YouTube.

### Return YouTube Dislike button (RYD)
Complemento disponible para la YouTube Vanced, tanto como para la versión web de YouTube. Este es un complemento que por medio de una búsqueda en la API de YouTube, permite ver los "dislikes" o no me gusta de un vídeo, característica propia de YouTube que se ocultó solo para los propietarios del canal.

### SponsorBlock
Complemento disponible para YT Vanced y la versión web de YouTube, al igual que RYD, que permite la omisión de determinados segmentos de los vídeos tales como promociones propias remuneradas o no remuneradas e introducciones, entre otros. El objetivo es omitir las partes no relacionadas con el vídeo original, o que simplemente no son lo que el usuario desea ver.